# Једанаести Доктор
Једанаести Доктор је инкарнација Доктора, протагонисте британске научнофантастичне телевизијске серије Доктор Ху. Глумио га је глумац Мет Смит у 3 серијала и 5 специјала. Као и у претходним инкарнацијама Доктора, лик се такође појавио у другим спиноф медијима Доктора Хуа.
У оквиру наратива серије, Доктор је неколико векова стар ванземаљски Временски господар са планете Галифреј који путује кроз време и простор у ТАРДИС-у, често са сапутницима. На крају живота, Доктор се регенерише па се због тога његов физички изглед и личност мењају. Смитова инкарнација је расположен, али саосећајан лик чији је младалачки изглед у супротности са његовом проницљивијом нарави, који је исцрпљен од света. У регенерацији му претходи Десети Доктор (Дејвид Тенант), а следи га Дванаести (Питер Капалди).
Главни сапутници ове инкарнације били су Ејми Понд (Карен Гилан), њен супруг Рори Вилијамс (Артур Дарвил) и тајанствена Клара Освалд (Џена-Луиз Колман). Такође се често појављивао заједно са Ривер Сонг (Алекс Кингстон), сапутницом кроз време са којом је делио романтичну причу и био је последњи Доктор који се појавио заједно са дугогодишњом сапутницом Саром Џејн Смит (Елисабет Слејден) пре глумичине смрти, и који се појавио у две епизоде спиноф серије Авантуре Саре Џејн.

## Кастинг
Доктор је веома посебна улога и потребан је веома посебан глумац да би га играо. Морате бити и стар и млад у исто време, научник и акциони јунак, дрски школарац и мудри старац са познавањем универзума. Чим је Мет ушао на врата и одушевио нас храбрим и потпуно новим погледом на Господара времена, знали смо да имамо свог човека.

Извршни продуцент и главни сценариста Стивен Мофат о Смитовом кастингу.
Дејвид Тенант је на додели Националних телевизијских награда 29. октобра 2008. најавио да ће се повући из улоге Доктора јер је сматрао да су четири године које је провео глумећи лик довољне. У то време, BBC News је објавио да је Патерсон Џозеф, који се појавио у епизодама Доктора Хуа „Зли вук” и „Раздвајање путева”, био фаворит да наследи Тенанта, а затим и Дејвид Мориси који се појавио у божићном специјалу „Следећи Доктор” 2008. године. Остали кандидати су били Шон Пертви, син глумца Џона Пертвија који је тумачио Трећег Доктора, Расел Тови који је глумио Алонса Фрејма у божићном специјалу „Путовање проклетих” 2007. године и Џејмс Мекавој.
Иако је Стивен Мофат планирао да изабере средовечног глумца за новог Доктора, Смит је имао 26 година када је добио улогу, што га је учинило најмлађим глумцем који је тумачио Доктора, пошто је био три године млађи од Питера Дејвисона у време када је он почео да игра улогу Петог Доктора. Продуценти серије су били опрезни када су у питању глумци Смитових година, јер су сматрали да 26-годишњак не може прикладно да игра Доктора. Пирс Венгер, шеф драмског одељења BBC Wales-а, делио је то мишљење, али је приметио да је Смит био довољно способан да одигра ту улогу. Избор Смита за улогу је откривен током епизоде пратеће серије Доктор Ху: Поверљиво током које је он описао улогу као „дивну повластицу и изазов за који се надам да ћу га достићи”.
Пре аудиције за улогу, Смит никада није гледао серију Доктор Ху. За улогу се припремио тако што је писао сопствене приче у којима је био Доктор, а посебан подстрек је добио од Патрика Траутона који је тумачио улогу Другог Доктора.

## Лик

### Костим
Једанаести Доктор већину своје прве пуне епизоде „Једанаести час” проводи у похабаним остацима одеће Десетог Доктора, што је довело до тога да му мала Амелију Понд да надимак „Одрпанко”.
Докторова почетна одећа, изабрана у оквиру наратива „Једанаестог часа” из низа одевних предмета пронађених у болници је смеђи сако од твида са закрпама на лактовима, лептир машна, панталоне са трегерима, плаве панталоне и црне чизме до глежња. Појединости одевне комбинације варирају, прелазећи од комбинације нараменица и лептир машне у црвеној до исте у плавој боји. У каснијим причама, зелени капут од кртичје коже улази у Докторов ансамбл, повремено замењујући Харисову јакну. У другим приликама не носи капут и носи лептир машну и кошуљу.
Изворни сако од твида је изгубљен у епизоди „Месо и камен”, али је замењен у „Вампирима из Венеције”, а затим постаје важан за заплет у причи за ову сезону. У божићном специјалу „Божићна прича” који је емитован на 25. децембра, након првог серијала Једанаестог Доктора, он носи свој најпознатији „Пренс де гал” сако од твида и бело одело из 1950-их. Током шестог и седмог серијала, он смењује јакну од твида са зеленим капутом од кртичје коже. Јакна од твида се коначно појављује у епизоди „Анђели заузимају Менхетн”.
Пошто се појавио у одећи из викторијанског периода у епизоди „Снежни људи”, Докторов костим се мења у уопштено мрачније боје почевши од „Звона Светог Јована” где мења монашку одећу за пурпурни сако од кашмира и разне прслуке и лептир машну. Повремено носи и наочаре за читање Ејми Понд које су остале код њега након одласка Ејми и Рорија у епизоди „Анђели заузимају Менхетн”.
У „Великом праску”, Доктор накратко ставља фес, изјављујући: „Сада носим фес, фесови су кул”. Ово је започело повремену шалу са „кул” капама, укључујући беж Стетсон, црни цилиндар и фес који се понавља, од којих је већину уништила Ривер Сонг.
У интервјуу за Часопис Доктор Ху, Стивен Мофат је открио да је Једанаести Доктор имао потпуно другачији костим све до почетка снимања. Изворни изглед је имао задивљујући осећај који је уредник Часописа Доктор Ху Том Спилсбури описао као „мало попут нечега што капетан Џек Спароу носи у филмовима серијала Пирати са Кариба”. Међутим, Мет Смит је био незадовољан костимом јер је сматрао да одражава како би неко други обукао Доктора, а не како ће Доктор сам себе да обуче. Смит је такође поменуо у једном интервјуу 2012. да би његов Доктор имао „веома дугу црну кожну јакну, али је била превише у стилу Матрикса”. На коначни костим, са додатком лептир машне, утицао је Други Доктор Патрика Траутона пошто се Мет Смит заљубио у Траутонову причу Гробница Киберљуди.

### Личност
Стивен Мофат описује Једанаестог Доктора као „старца заробљеног у телу младића”, а Мет Смит га описује као некога са „пуно крви на рукама” који се носи са тим сталним путовањима и тражењем узбуђења.
Прикази личности Десетог и Једанаестог Доктора деле извесне сличности. На пример, обојица су младалачког изгледа, енергични, дружељубиви, попут детета, „добри момци”, како их је описао Стивен Мофат, а према речима Марка Гетиса „веома људски Доктори” у поређењу са другим инкарнацијама. Као и његов претходник, када се први пут регенерисао у последњој сцени епизоде „Крај времена − Други део” (2010), Једанаести Доктор се жали да његова инкарнација још увек није „риђа”. Такође, делује изненађен својом дужом косом, испрва погрешно сматрајући да се регенерисао у жену, рекавши: „Коса... ја сам женско!”

## Појављивања

### Телевизија
Једанаести Доктор се први пут појављује у последњој сцени епизоде „Крај времена − Други део” (2010) када се његова претходна инкарнација регенерисала. Смит у потпуности дебитује у „Једанаестом часу” где први упознаје Ејми Понд (Карен Гилан) као дете док истражује тајанствену пукотину у њеном зиду. Много година касније, Ејми се придружује Доктору као његова сапутница уочи свог брака са Роријем Вилијамсом (Артур Дарвил). У епизоди „Победа Далека” он је преварен да створи нову генерацију Далека. У дводелној причи „Време Анђела” и „Месо и камен”, он се поново сусреће са будућом сапутницом Ривер Сонг (Алекс Кингстон) и својим непријатељима Уплаканим анђелима и сазнаје да пукотине попут оне на Ејмином зиду бришу појединце у потпуности из времена и простора. Пошто је Ејми покушала да заведе Доктора, Доктор регрутује Рорија као другог сапутника од „Вампира Венеције” до „Хладнокрвног”, где је убијен штитећи Доктора и избрисан из историје. Доктор се такође суочава са својом мрачном страном у „Ејмином избору” где га његов самопрезир у облику Господара снова (Тоби Џоунс) ставља кроз разна искушења. У последњим епизодама серијала, „Отварање Пандорике” и „Велики прасак”, непозната сила чини да ТАРДИС експлодира, узрокујући да се универзум уруши сам у себе. Иако затвара пукотине — поништавајући њихове дејства и спречавајући прасак — сам Доктор је избрисан из историје. Ривер помаже Ејми да се сети Доктора и врати га у постојање. Он долази на њено и Роријево венчање, а њих двоје му се поново придружују као сапутници. Потом се појављује у „Смрти Доктора”, дводелној причи спиноф серије Авантуре Саре Џејн заједно са бившим сапутницама Саром Џејн Смит (Елизабет Слејден) и Џо Грант (Кети Менинг) док су Ејми и Рори на меденом месецу.
Шести серијал 2011. наставља да испитује мистерије које су остале необјашњене на крају 5. серијала. У „Немогућем космонауту” и „Дану Месеца”, Ејми, Рори и Ривер сведоче убиству будуће варијанте Доктора, заветујући се да ће чувати тајну од „данашњег” Доктора док наилазе на хипнотичке ванземаљце познате као „Тишина”. На крају, Ејми у епизоди „Скоро људи” несвесно открива да ће Доктор умрети, када се такође испоставља да је трудна и да ју је отела злобна мадам Коваријан (Френсис Барбер). У епизоди „Добар човек иде у рат”, Доктор позива старе дужнике из свих крајева времена и простора да подигне војску да спасе Ејми са Димонс Рана, астероида у 52. веку који се користи као база верског реда, али не успева да спаси њено дете Мелоди Понд. Доктор такође сазнаје да је Мелоди — иако Роријево и Ејмино дете — делимично Господарица времена због тога што је зачета у ТАРДИС-у и да ће одрасти и постати Ривер Сонг. У епизоди „Хајде да убијемо Хитлера”, Доктор се сусреће са млађом итерацијом Ривер и сазнаје да су је условиле Тишине, како објашњава верски ред, да га убије. Замало успева да искористи пољубац отрованог кармина пре него што ју је Ејми убедила да му уместо тога спасе живот. Доктор такође сазнаје околности своје смрти из историјских записа на роботском броду који путује кроз време и који се зове Теселекта. У „Божјем комплексу”, Доктор оставља Ејми и Рорија на Земљи када схвати да Ејмина апотеоза о њему угрожава њихове животе. Прошло је неко време пре него што је Доктор постао спреман да се суочи са својом смрћу. У „Венчању Ривер Сонг”, он смишља бекство скривајући се у Теселекти која је прерушена да личи на њега како би изгледало да је убијен и избрисан из историјских записа. У осуђеној алтернативној стварности узрокованој Ривериним оклевањем да убије Доктора, њих двоје се венчавају. Током венчања, она се упознала са Докторовим првобитним планом и помаже да лажира и потврди његову смрт. Доктора тада његов стари пријатељ Доријум Малдовар (Сајмон Фишер-Бекер) упозорава да још постоје пророчанства која га се тичу. Доктор сазнаје да ће му бити постављено најстарије питање у универзуму „Доктор ко?” на ратиштима Трензалора; Тишина је намеравала да његова смрт то спречи.
У божићном специјалу „Доктор, удовица и орман” (2011), Доктор је био на Божићној вечери са Ејми и Роријем које је Ривер обавестила о његовом преживљавању. Поново се уједињују у премијерној епизоди 7. серијала, „Уточиште Далека” (2012), у којој је Доктор избрисан из сећања Далека због поступака Освин Освалд (Џена Колман), младе жене која је постала Далек који је задржао њен људски ум; она накнадно умире. Доктор затим води Ејми и Рорија у неколико авантура и на крају их поново узима као сталне пратиоце у „Моћи троје” пре него што их је изгубио током догађаја у епизоди „Анђели заузимају Менхетн”. Доктор касније започиње повучени начин живота у викторијанском Лондону све до божићног специјала „Снежни људи” из 2012. године, када добија подстрек да спаси свет конобарице/гувернанте по имену Клара (Џена Колман) коју сматра идеалном сапутницом. Усред авантуре, Клара умире, а када је Доктор види њен надгробни споменик, чита „Клара Освин Освалд” и схвата да су Освин и Клара иста жена у различитим временским тренуцима. Одлучује да је поново пронађе у некој другој ери. Успева у томе у епизоди „Звона Светог Јована”, спасавајући савремену варијанту Кларе Освалд од агената Велике интелигенције. Узима је за своју сапутницу и покушава да реши мистерију „Немогуће девојке”. Доктор на крају добија одговор у „Имену Доктора” када га је Велика интелигенција приморала да оде у Трензалор за који се открива да је то планета на којој ће Доктор умрети. У Докторовој гробници, Велика интелигенција користи остатке мртвог Доктора — његов бестелесни „временски ток” — да се шири кроз Докторову историју, претварајући његове победе у поразе. Клара га прогони и раштркана је по Докторовој временској линији стварајући Освин и Клару Освин Освалд међу бројним другим инкарнацијама које поништавају штету Велике интелигенције. Доктор води жалосни разговор са Ривериним привиђењем, дајући јој завршетак пре него што уђе у временску линију да поврати Клару. Међутим, када ју је спасио, Доктор је био приморан да открије постојање претходне инкарнације (Џон Херт) која је прекршила обећање представљено именом „Доктор” током Временског рата у свој прошлости.
У специјалу поводом 50. годишњице серије, док је истраживао чудну појаву испод лондонске Националне галерије, Доктор се сусреће са својом прошлом инкарнацијом која се борила у Временском рату (Џон Херт) као и са својом непосредном претходном инкарнацијом (Дејвид Тенант). Иако старији Доктори грде „Ратног Доктора” што је побио и Господаре времена и Далеке свесним оружјем познатим као Моменат, они на крају одлучују да подрже његову одлуку и опросте себи за овај прошли злочин. Предвођени Моментом усред Временског рата, Доктори схватају да имају могућност да промене његов исход и користе помоћ својих претходних инкарнација у неизвесном покушају да спасу Галифреј од уништења. Они стављају планету у стазис и пребацују је у џепни универзум чинећи да изгледа као да је уништена. Као последица путовања кроз време, само се Једанаести Доктор сећа спашавања Галифреја; он сазнаје од загонетног кустоса (којег игра Том Бејкер) да је његов план успео. У „Времену Доктора”, Доктор је намамљен на оно што сазнаје да је планета Трензалор да декодира оно што открива да је порука расељених Господара времена кроз последњу преосталу пукотину у универзуму: најстарије питање у универзум, „Доктор ко?”. Сазнавши да би потврда његовог идентитета омогућила Господарима времена да се врате, Доктор сазнаје да је сигнал привукао пажњу низа његових непријатеља који желе да спрече Галифрејев повратак и моћне Цркве Папског главног оквира која жели да уништи планету и избегне могућност новог Временског рата. Након покушаја да Клару врати у њено време, Доктор вековима брани планету од упада ванземаљаца. За то време, фракција Цркве предвођена Тишином се одваја и покушава да спречи ове догађаје уништавањем Доктора раније у његовој временској линији, као што се види у 5. и 6. серијалу. Доктор такође открива Клари да нема више преосталих регенерација и вероватно ће умрети у опсади. Опсада прераста у свеопшти рат и после векова остају само Далеци. Иако остарели Доктор предвиђа своју предодређену смрт на бојним пољима Трензалора, Клара убеђује Господаре времена да Доктору дају нови циклус регенерација док он користи ватрену енергију регенеративне енергије да уништи далечки матични брод. Доктор враћа младост пре него што се повуче у ТАРДИС да заврши поступак. Привиђа му се последњи опроштај од Ејми Понд и одаје хвалоспев својој садашњој инкарнацији пре него што је нагло завршио свој прелаз у Дванаестог Доктора (Питер Капалди). Поново се појавио у епизоди „Дубоки удах” (2014). Док се прилагођава новом Доктору, Клара прима телефонски позив од Једанаестог Доктора који је обавио неколико тренутака пре њиховог последњег састанка. Он ју је замолио да помогне његовој новој инкарнацији и да га се не плаши.

### Књижевност
Као и Десети Доктор, и Једанаести Доктор и Ејми (и касније Рори) појављују се у романима Новог низа авантура 2010. године. Први од њих је Аполо 23 Џастина Ричардса, као и низ интерактивних романа Одлучи своју судбину. Овај лик се такође појављује у стриповима објављеним у Часопису Доктор Ху Авантуре Доктора Хуа, а преузео је дужност од Десетог Доктора у серијалу Доктор Ху издавачке куће IDW Publishing, пре него што је BBC Worldwide доделио дозволу компанији Titan Magazines. Он ће наставити да се појављује у овим издањима, као и Десети и Дванаести Доктор у својим причама. Појавио се и у кросовер серијалу Звездане стазе: Следећа генерација/Доктор Ху: Асимилација 20, где је сарађивао са посадом Ентерпрајза-Д да победе савез Боргова и Киберљуди.

### Аудио драме
Једанаести Доктор се такође појављује у низу аудио драма. Прво ово издање је Одбегли воз Олија Смита.
Да би се повезали са 50. годишњицом серије 2013. године, издавачке куће Big Finish и AudioGO су објавили Времеплов, аудио-причу са Једанаестим Доктором у главној улози и са Џеном Колман као наратором. Једанаести Доктор се касније појавио 2016. у аудио драми Црквене године – у којем Ијан Мекнис приповеда као Винстон Черчил – и у другом серијалу 2018. године. Такође се појавио заједно са Десетим Доктором у Оживљеном Јагу и Лајтфуту 2017, аутора Тревора Бакстера и Кристофера Бенџамина.
У одсуству Мета Смита, гласовни глумац и имитатор Џејкоб Дадмен дао је глас Једанаестом Доктору у више издања Big Finish-а, међу којима је и тренутна серија Хронике Једанаестог Доктора која је дебитовала у августу 2018. године. У првом тому, Дадмен даје глас Доктору и служи као приповедач. Други том, објављен у септембру 2021, представља Дадмена као Доктора у драмама без приповедача. Дадмен такође даје глас Једанаестом Доктору у кратком појављивању поред Петог Доктора у Кратком времену и пар кратких путовања у којима се Доктор поново уједињује са Џо Грант и упознаје своју следећу инкарнацију коју је такође тумачио Дадмен.
Године 2022, серијал Хронике Једанаестог Доктора претрпео је промену формата за свој трећи том − Џеронимо! − покретање приче од дванаест делова у четири тома, смештене између догађаја „Снежних људи” и „Звона Светог Јована”. Дадмен се вратио као Доктор, а Сафија Ингар је добила улогу Докторове нове сапутнице Валери Локвуд. Завршетак овог серијала у фебруару 2024. означио је и Дадменово повлачење из улоге Једанаестог Доктора.

### Видео-игре
Једанаести Доктор је први од Доктора који се појављује у акционим авантуристичким играма. Doctor Who: The Adventure Games се састоји од четири приче („епизоде”), произведене упоредо са серијалом из 2010. године. Смит и Гиланова су позајмили своје гласове за ликове. Прва од њих, City of the Daleks, наставља се из ТВ епизоде „Победа Далека” и представља стелт и слагалицу смештену у Земљу 1960-их и планету Далека, Скаро. Друга, Blood of the Cybermen, прва је прича Једанаестог Доктора и Ејми о Киберљудима. Трећа епизода је видео-игра TARDIS, а четврта је The Shadows of the Vashta Nerada у којој се насловни непријатељ враћа у подводном окружењу. Пета авантуристичка игра, The Gunpowder Plot, објављена је 31. октобра 2011. поново са гласом Мета Смита. У мају 2012, The Eternity Clock је објављен за PlayStation 3, PlayStation Vita и персоналне рачунаре са Метом Смитом и Алекс Кингстон у главним улогама.

## Пријем
Инкарнација Доктора Мета Смита наишла је на похвале критике. Након емитовања „Једанаестог часа”, рецензент The Daily Telegraph-а, Бенџи Вилсон, изнео је мишљење да „Доктор треба да буде луди ванземаљац, а Смит изгледа као такав пре него што и отвори уста”, наводећи „да је то било смешно, али је деловало исправно: луд, ванземаљац, потпуно нов, али веома стар. Петица плус кастинг директору. Петица плус Смиту”. У The Guardian-у, Данијел Мартин се сложио, наводећи да „Смит живи у тој улози од тренутка када се појави... [он] носи младалачку снагу новог тела и древну професорску мудрост са лакоћом”.
Мартин Андерсон из Shadowlocked-а је тврдио да је Смит најбољи Доктор откако је „Том Бејкер такорећи редефинисао лик 1970-их”. Смитов наступ у епизоди „Месо и камен” похвалио је Гавин Фулер из The Daily Telegraph-а, који је приметио да је „брза дикција Мета Смита 'главни аспект' успеха актуелног серијала”. У својој рецензији епизоде „Велики прасак”, Фулер је још једном похвалио Смитову глуму. „Мет Смит је био сјајан у својим сценама у којима се Доктор жртвује у Пандорици да би спасао мултиверзум”. Кајл Андерсон из годишњака Nerdist је написао: „Не знам за све вас, али Једанаести Доктор је био МОЈ Доктор”. Ден Мартин из The Guardian-а је такође тврдио да је Смит „мој ултимативни Доктор”.